# Hermann Struckmann
Hermann Carl Sigismund Struckmann (* 27. Juli 1839 in Osnabrück; † 20. Dezember 1922 in Berlin) war ein deutscher Jurist.

## Leben

### Familie
Hermann Struckmann wurde als Sohn des Justizrates Gustav Wilhelm Struckmann geboren. Er hatte noch drei weitere Geschwister:
- Gustav Struckmann, Oberbürgermeister von Hildesheim;
- Johannes Struckmann, Jurist und Reichstagsabgeordneter;
- Dorothea Elisabeth Struckmann (* 19. April 1835 in Osnabrück; † 19. April 1870 in Suzemin).

Er heiratete am 24. Mai 1870 Marie Babette Bertha von Gülich; gemeinsam hatten sie fünf Kinder.
Sein Nachlass beziehungsweise der des Familienverbandes Struckmann ist im Stadtarchiv Hildesheim archiviert.

### Werdegang
Hermann Struckmann erhielt Ostern 1858 sein Abitur am Ratsgymnasium Osnabrück und begann eine Ausbildung zum Landwirt, bis er 1860 dem Beispiel seiner Brüder folgte und Rechtswissenschaften an der Universität Heidelberg, Universität Berlin und an der Universität Göttingen studierte.
Im Juni 1862 bestand er die erste und am 15. August 1866 die zweite juristische Staatsprüfung mit dem Prädikat „ausgezeichnet“. Anschließend wurde er Hilfsrichter am Obergericht Hannover. Von da aus ging er zum Amtsgericht Osnabrück. Am 1. April 1868 wurde er Amtsgerichtsassessor beim Amtsgericht Emden und ging am 1. April 1872 als kommissarischer Vertreter der Staatsanwaltschaft nach Göttingen und wurde dort am 27. Mai Obergerichtsassessor und etatmäßiges Mitglied des Göttinger Obergerichts. 1877 erfolgte die Ernennung zum Obergerichtsrat und 1879 zum Landgerichtsrat. 1884 wurde er Oberlandesgerichtsrat in Kiel und im Juli 1890 Geheimer Regierungsrat sowie Vortragender Rat beim Reichsjustizamt, dem er bis zu seiner Pensionierung 1907 angehörte.

## Beteiligung an den Beratungen zum Bürgerlichen Gesetzbuch
Hermann Struckmann war erst als Hilfsarbeiter von Gottlieb Planck in der ersten Kommission zur Beratung des Bürgerlichen Gesetzbuches. Nach Vollendung des 1. Entwurfes fertigte er für das Reichsjustizamt eine Zusammenstellung der Kritiken zu diesem Entwurf an. Auf Wunsch des preußischen Landwirtschaftsministeriums wurde er vom Staatssekretär des Reichsjustizamtes zu den Verhandlungen des preußischen Landesökonomiekollegiums über den 1. Entwurf hinzugezogen. An den Beratungen der 2. Kommission nahm er zunächst als Reichskommissar und seit 1895 als ständiges Mitglied teil. Er arbeitete an der Denkschrift zum Bürgerlichen Gesetzbuch mit und vertrat es in den Verhandlungen im Reichstag. In der Folgezeit wirkte er an dem Ausführungsgesetz zum Bürgerlichen Gesetzbuch und an weiteren im Reichsjustizamt vorbereiteten Gesetzen wie Verlagsrecht und Versicherungsrecht mit.
Er war mit den Kommissionsmitgliedern Gottlieb Planck, Gustav von Mandry (1832–1902), Alexander Achilles, Reinhold Johow, Anton von Weber (1879–1888) und Bernhard Danckelmann befreundet.

## Ehrungen
1896 wurde er durch die Universität Göttingen zum Dr. h. c. ernannt.

## Schriften (Auswahl)
- Über die Rechtsbeständigkeit der ohne gutsherrlichen Konsens erfolgten nach den älteren Vorschriften als absolut nichtig zu betrachtenden Veräußerungen ganzer Meierhöfe auf Grund des § 6 der Verordnung v. 10.11.1831. Ein Beitrag zum hannoverschen Proinzialrechte. Hannover 1872.
- II. Gesetzgebungsfrage betr. den Inhalt der Beweisverfügung im Civilprozeß. Verhandlungen 6. Deutscher Juristentag, S. 209 ff.
- Ist es angemessen, dass durch die Subhastation sämmtliche auf dem subhastirten Grundstücke ruhenden Hypotheken fällig werden? Verhandlungen 10. Deutscher Juristentag, S. 63 ff.
- Beitrag zur Lehre von der Zahlung. Jh. JB Bd. 15, 1877, S. 251–267.
- Über die Anfechtbarkeit der datio in solutum mittelst der actio Pauliana. Jh. JB Bd. 12, 1873, S. 313–398.
- Über das zwischen dem Verkäufer und Käufer einer Ware bestehende rechtliche Verhältnis in Ansehung der Emballage. Gruchot Bd. 16, 1872, S. 803 ff.
- Übersicht der Verhandlungen der Reichsjustizkommission über die Civilprozeßordnung. JW 1875, S. 153 ff.